# Wilhelm Ernst (Geologe)
Friedrich Wilhelm Christian Ernst (* 23. Februar 1888 in Witten an der Ruhr; † 2. März 1953 in Hamburg) war ein deutscher Geologe, Mineraloge und Paläontologe.
Wilhelm Ernst stammte aus einer Lehrerfamilie, legte 1906 in Witten die Reifeprüfung ab und studierte zuerst Chemie, dann in Göttingen Geologie und Paläontologie. Im Jahr 1912 kam er an das Mineralogisch-Geologische Institut in Hamburg. Er erforschte vor allem die Ablagerungen aus der Kreidezeit im norddeutschen Raum und war bekannt für genaue, gründliche Arbeit. Im Jahr 1926 wurde er Kurator des Instituts, 1933 Professor.
Ernst war verheiratet mit Johanne Karoline Elisabeth Clara Ernst, geb. Thüme (* 8. Juli 1894 in Hamburg; † 18. Dezember 1955). Eines ihrer drei Kinder war der spätere Geologe Gundolf Ernst. Im Jahr 1932 zog die Familie von Hamburg nach Ahrensburg, wo sie in Kontakt mit dem Archäologen Alfred Rust kam.

## Werke (Auswahl)
- Zur Stratigraphie und Fauna des Lias ξ im nordwestlichen Deutschland. Schweizerbart, Stuttgart 1923 (aus: Palaeontographica. Band 65 und 66, Druckfassung der Dissertation, Tübingen, 1915)
- Über den Gault von Helgoland. In: Neues Jahrbuch für Mineralogie, Geologie und Paläontologie. Beilagen-Band 58, Abt. B, Stuttgart 1927, S. 113–156
- Über das Perm von Lieth bei Elmshorn (Holstein) mit Bemerkungen über das Perm von Stade. In: Mitteilungen aus dem Geologischen Staatsinstitut in Hamburg. Band 12, Hamburg 1931, S. 49–124